# Gauriac
Gauriac is een gemeente in het Franse departement Gironde (regio Nouvelle-Aquitaine) en telt 826 inwoners (1999). De plaats maakt deel uit van het arrondissement Blaye.

## Geografie
De oppervlakte van Gauriac bedraagt 5,5 km², de bevolkingsdichtheid is 150,2 inwoners per km².
De onderstaande kaart toont de ligging van Gauriac met de belangrijkste infrastructuur en aangrenzende gemeenten.

## Demografie
Onderstaande figuur toont het verloop van het inwonertal (bron: INSEE-tellingen).